# 周济 (明朝)
周济（1386年—1449年），字大亨，明朝河南河南府洛阳县（今河南省洛阳市）人。
永乐十二年（1414年）中举人，入国子监肄业，历任都察院。宣德年间，历任江西、湖广都司断事。正统初年，擢升为御史。正统二年（1437年）冬，奉命调查大同镇守宦官郭某不法之事，微服私察，背着柴火入其家宅，摸清情况。正统七年（1442年），巡按四川，威州土官董敏、王允互相仇杀，朝命主张用兵，他进行劝谕成功，于是没有用兵。正统十一年（1446年）出为安庆知府，大饥荒，借借漕粮赈济饥民，救活的人很多。又为制定婚丧制度，禁侈费，风俗为之变。在官任上去世，百姓都罢市巷哭。